# Афанасьєва (станційне селище)
Афана́сьєва (каз. Афанасьев) — станційне селище у складі Курмангазинського району Атирауської області Казахстану. Входить до складу Макаського сільського округу.
У радянські часи селище називалось Афанасьєво.
Населення — 323 особи (2021; 328 у 2009, 465 у 1999, 306 у 1989).